# 夢をアリガトウ
「夢をアリガトウ」（ゆめをアリガトウ）は、原由子の楽曲。自身の15作目のシングルとして、タイシタレーベル / SPEEDSTAR RECORDSから12cmCDで2009年8月19日に発売された。
2016年12月12日からは主要配信サイトにてダウンロード配信、2019年12月20日からはストリーミング配信が開始されている。

## 背景
前作「涙の天使に微笑みを」から約12年ぶりのシングル（コラボレーション作を含めるとハラフウミ名義の「夢を誓った木の下で」以来約1年9か月ぶりのリリース）。

## リリース・アートワーク
初回限定盤のジャケットは、見開きで写真を2枚入れることができる“フォトアルバム風ジャケット仕様”である。また、“サマードリーム ハラボー宝くじ”が封入されている。ジャケットは楽曲の制作にかかわっている夫の桑田佳祐による撮影。

## プロモーション
2009年7月19日に放送された桑田の冠番組『桑田佳祐の音楽寅さん 〜MUSIC TIGER〜』（フジテレビ系）内で「夢をアリガトウ」の製作風景が放送され、この回に大泉洋も出演しており、EDでテレビ初披露された。
テレビ披露
| 放送日        | 番組名                               | 放送局     | 披露曲                                                                              | 出典  |
| ------------- | ------------------------------------ | ---------- | ----------------------------------------------------------------------------------- | ----- |
| 2009年7月13日 | 桑田佳祐の音楽寅さん 〜MUSIC TIGER〜 | フジテレビ | 「夢をアリガトウ」                                                                  | [ 6 ] |
| 2009年8月21日 | ミュージックステーション             | テレビ朝日 | 「夢をアリガトウ」                                                                  | [ 7 ] |
| 2009年9月30日 | SONGS                                | NHK        | 「夢をアリガトウ」 「いちょう並木のセレナーデ」 「私はピアノ」 「潮風のエトランゼ」 | [ 8 ] |

## チャート成績
2009年8月31日付のオリコンチャートで、自身のソロ最高位記録に並ぶ5位に初登場した。ソロとしては、約25年10か月ぶりの週間TOP10返り咲きとなり、カーペンターズが歴代1位の記録を保持していた『シングルTOP10のインターバル記録』の約22年1か月を13年9か月ぶりに更新した。ちなみに原のソロとしての週間TOP10にランクインしたのは、1983年11月7日付に「恋は、ご多忙申し上げます」の9位以来である。

## 収録曲
- 収録時間：13:52[9]

1. 夢をアリガトウ (4:21)
（作詞・作曲・編曲:桑田佳祐）
日本テレビ系水曜ドラマ『赤鼻のセンセイ』主題歌。また、コーセー「グランデーヌ ルクサージュ」CMソング。
原自身もタイアップドラマの7話に友情出演しており、ソロでドラマ主題歌を担当するのはNHK朝の連続テレビ小説『甘辛しゃん』主題歌を担当した「涙の天使に微笑みを」以来12年ぶりとなる[10]。タイアップドラマが院内学級をモデルにした作品のため、作詞した桑田は「子供たちが勇気を持てる曲」「元気が出る曲」にしたという。楽曲に対して原は「暗い梅雨空を吹き飛ばすような曲を桑田が作ってくれた」と語り、タイアップドラマの主演で桑田や原と同じアミューズ所属の大泉洋も「サザンファンの私には失神もの」とコメントしている[10]。
2. 潮風のエトランゼ (4:57)
（作詞･作曲:原由子 / 編曲:桑田佳祐）
「エトランゼ」とは原の飼い犬であるクロちゃん[注釈 1]の本名で、クロちゃんの声もサンプリングされている。Aメロは2007年ごろには完成していたが、BメロとCメロがなかなかできなかったという。
3. 私はピアノ(in Martin Club Live) (4:34)
（作詞・作曲:桑田佳祐）
サザンオールスターズのアルバム『タイニイ・バブルス』収録曲で、2009年4月19日にSHIBUYA-AXで開催された「MARTIN CLUB CONCERT」に原がギター・ボーカルで参加した際のライブ音源。

## 参加ミュージシャン
- 夢をアリガトウ
  - 原由子:Vocal, Chorus, Keyboards, Hand Claps
  - 桑田佳祐:Bass, Chorus, Hand Claps
  - 斎藤誠:Electric Guitar, Chorus
    - by the courtesy of tearbridge production／AVEX ENTERTAINMENT INC.

  - 片山敦夫:Keyboards
  - 金原千恵子:Violin
  - 角谷仁宣:Computer Programming
- 潮風のエトランゼ
  - 原由子:Vocal, Chorus, Piano
  - 桑田佳祐:Chorus
  - 斎藤誠:Electric & Acoustic Guitars
  - 角田俊介:Bass
  - 河村カースケ智康:Drums
  - 成田昭彦:Conga
  - 西村浩二:Trumpet, Flugelhorn
  - 菅坡雅彦:Trumpet, Flugelhorn
  - 角谷仁宣:Computer Programming
  - KURO:BOW WOW
- 私はピアノ(in Martin Club Live)
  - 原由子:Vocal, Acoustic Guitar
  - 斎藤誠:Acoustic Guitar, Chorus
  - 角田俊介:Acoustic Bass, Chorus

## 収録アルバム
| 曲名                             | 作品名         |
| -------------------------------- | -------------- |
| 夢をアリガトウ                   | ハラッド       |
| 潮風のエトランゼ                 | ハラッド       |
| 私はピアノ (in Martin Club Live) | アルバム未収録 |

## ミュージック・ビデオ収録作品
| 曲名                             | 作品名  | 備考                                                                  |
| -------------------------------- | ------- | --------------------------------------------------------------------- |
| 夢をアリガトウ                   | Harvest | アルバム『婦人の肖像 (Portrait of a Lady)』の初回限定盤A・Bのみ収録。 |
| 潮風のエトランゼ                 | 未収録  |                                                                       |
| 私はピアノ (in Martin Club Live) | 未収録  |                                                                       |